# Bucló
Bucló (szlovákul: Buclovany) község Szlovákiában, az Eperjesi kerület Bártfai járásában.

## Fekvése
Bártfától 23 km-re délre, a Tapolytól nyugatra fekszik.

## Története
1345-ben említik először. 1672-ben új, kő udvarház állt itt.
A 18. század végén Vályi András így ír róla: „BUCZLO. Buzlo, Putzlován. Tót falu Sáros Vármegyében, birtokosai külömbféle Urak, fekszik Kaprontzának szomszédságában, mellynek filiája, nem rosz földgye vagyon, ’s réttyei is kétszer kaszáltatnak, legelője elegendő, de erdeje nem lévén, második Osztálybéli.”
Fényes Elek 1851-ben kiadott geográfiai szótárában így ír a faluról: „Buczló, (Buclowgani), tót falu, Sáros vmegyében, Kaproncza fiókja: 14 kath., 150 evang., 10 zsidó lak. F. u. többen.”
A trianoni diktátum előtt Sáros vármegye Bártfai járásához tartozott.

## Népessége
| Év:            | 1994. | 2004.   | 2014.   | 2024.   |
| -------------- | ----- | ------- | ------- | ------- |
| Emberek száma: | 244   | 228     | 213     | 199     |
| Eltérés:       |       | -6,55 % | -6,57 % | -6,57 % |

| Év:            | 2023. | 2024.   |
| -------------- | ----- | ------- |
| Emberek száma: | 203   | 199     |
| Eltérés:       |       | -1,97 % |

1910-ben 194, túlnyomórészt szlovák lakosa volt.
2001-ben 240 lakosából 238 szlovák volt.
2011-ben 219 lakosából 215 szlovák.